# 土肥義弘
土肥 義弘（どい よしひろ、1976年9月1日 - ）は、埼玉県鳩ヶ谷市（現・川口市）出身の元プロ野球選手（投手）、野球解説者。元東京ヤクルトスワローズの土肥寛昌投手とは、再従弟にあたる。

## 経歴

### プロ入り前
春日部共栄高等学校2年時の1993年（平成5年）夏に第75回全国高等学校野球選手権大会でエースとして準優勝を経験、3年夏は4番も打って県大会決勝で浦和学院の木塚敦士と投げ合うも敗れた。卒業後にプリンスホテルに入社。当時活動していた硬式野球部の投手として、1996年(平成8年)には都市対抗野球に出場。補強の谷中真二（西武で同僚）が先発の神戸製鋼に完封7回コールドで敗退した試合で、最後の1回を投げたのみ。翌年は出場するも登板なしであった。
1997年度NPBドラフト会議にて、プリンスホテルと関係の深い西武ライオンズから4巡目指名を受け、推定年俸1,000万円という条件で入団。背番号は35。

### 西武時代
1998年は1試合のみの登板だった。
1999年からは、主に対左打者のワンポイントとして一軍に定着、先発、リリーフとも左投手不足だった当時の西武では貴重な存在でタフィ・ローズ（当時大阪近鉄バファローズに在籍）キラーとして名を挙げた。
2002年はリリーフで活躍して西武4年ぶりのパ・リーグ制覇に貢献。同年、日本シリーズ第1戦・第3戦に登板した。
2004年、先発転向を希望したが西武ではあくまでも中継ぎ要員としての評価で、一軍出場がなかった。

### 横浜時代
2004年6月23日、田﨑昌弘・東和政との交換トレードで横浜ベイスターズへ移籍することが発表された。背番号は30。7月7日の対読売ジャイアンツ戦で、リリーフで登板しタフィ・ローズを併殺打に打ち取り1球勝利で移籍後初勝利をあげた。その後リリーフで数試合投げオールスター明けから本人の希望でもあった先発に転向し、この年は5勝(リリーフで1勝先発で4勝)を挙げる。
2005年は4月7日の巨人戦（横浜スタジアム）でプロ初完投勝利、6月22日の巨人戦（横浜スタジアム）でプロ初完封勝利を記録した。同年は先発投手として初めて1年間投げ抜き規定投球回数をクリア、初の二桁勝利となる10勝を挙げた。特に巨人戦は7勝1敗の成績を挙げ交流戦でも古巣西武から2勝0敗の成績だった。一方残りの球団からは1勝10敗に終わり被本塁打もリーグトップの30本を記録。得意の巨人戦で初黒星を喫した8月24日には巨人の4番小久保裕紀に3打席連続本塁打を打たれた。
2006年は4月1日の開幕第2戦の巨人戦に登板。小久保のソロ本塁打の1失点に抑え、勝利投手となり2006年チーム初勝利をもたらした。しかし、5月6日の阪神タイガース戦で金本知憲の打球を手に受けて登録抹消となり、その後首も痛めたこともあって3勝7敗防御率6.02の成績で終わった。
2007年は開幕5連勝と好調だったが、その後は故障の影響で白星が伸びなかった。最終成績は7勝8敗防御率4.47だった。
2008年は開幕当初は好投も見せていたが、打線の援護なく白星に恵まれないとその後は打ち込まれる試合が続き、開幕から4連敗で5月2日に二軍落ち。6月に中継ぎとして一軍復帰したが、3試合で6失点と結果を残せず再び二軍落ち、その後は一軍登板機会がなく、8試合で0勝4敗防御率7.48に終わった。この年に国内FA権を取得したが、10月1日に球団から戦力外通告を受ける。12月8日に埼玉西武ライオンズが獲得を発表し、5年ぶりに復帰することになった。

### 西武復帰
2009年4月28日に一軍昇格したが不調で5月18日に二軍落ち。シーズン終盤の9月27日に再昇格を果たした。しかし、最終成績は12試合の登板に終わった。前年取得した国内FA権は行使せずに残留。翌2010年は一軍でスタートするものの、開幕3試合目に救援で打ち込まれ、4月1日の福岡ソフトバンクホークス戦では1回を2失点と打ち込まれ防御率が30点台後半にまで悪化した。しかし7月後半以降は持ち直し、同28日以降の20試合で防御率1.42と好成績で、星野智樹が不調で抜けた投手陣にあってほぼ唯一の左腕リリーフとして活躍した。ロッテとのクライマックスシリーズでは、第1戦の延長11回に福浦和也に決勝ソロ本塁打を打たれ、敗戦投手となった。翌日もチームは敗れ、CS敗退となった。10月25日、同年に取得した海外FA権を行使し、MLB挑戦を表明。球団も本人の希望を尊重し、慰留しなかった。11月28日（日本時間11月29日）、12月1日（日本時間12月2日）にカリフォルニア州にて行われた合同トライアウトに参加した。

### アメリカ球界時代
2011年6月、アメリカの独立リーグであるアトランティックリーグのランカスター・バーンストーマーズと契約合意したが、就労ビザを取得できなかったため、公式戦登板はなかった。
2012年1月、ボルチモア・オリオールズとマイナー契約を結んだ。しかし、3月31日に高年齢を理由に解雇。
2012年6月15日にノース・アメリカン・リーグのマウイ・イカイカと投手兼コーチとして契約した。同年10月9日、現役引退を表明し、今後は指導者としての道を目指す意向を明らかにした。

### 引退後
2013年からはテレビ埼玉・文化放送・テレ朝チャンネルの野球解説者として活動。また『TVSライオンズアワー』（テレビ埼玉）ではリポーターを務める。6月15日にカリフォルニア州サンディエゴに本拠地をおくサマーリーグ球団「サムライ サンディエゴ」の投手コーチとして入団することが発表された。
2014年3月4日付で、日本学生野球協会から学生野球資格の回復を認定された。この認定によって同協会に加盟する高校・大学の硬式野球部でも指導できるようになったことから、認定を機に母校の春日部共栄高校で硬式野球部の臨時コーチに就任すると、同年夏の第96回全国高等学校野球選手権大会でチームを9年振りに甲子園球場の本大会に導いた。
2015年から西武に一軍投手コーチとして復帰し、菊池雄星の復活などに尽力した。なお、西武のコーチ就任に伴い、前述の学生野球資格は喪失している。
2019年からは現場を離れて、球団本部の編成グループ（国際業務担当）へ異動。
2020年には、業務提携球団であるMLBのニューヨーク・メッツへ2月下旬から派遣されている。
2025年1月1日付で球団本部の編成グループからファーム投手総合コーチに就任。背番号は72となった。

## 選手としての特徴・人物
サイドスロー気味のスリークォーターからスライダーやシュートなど横の揺さぶりで勝負する左腕。西武入団後は左打者に強い中継ぎ投手として頭角を現し、先発に転向した横浜時代は巨人戦初登板から8連勝を挙げるなど「巨人キラー」の異名をとった。
西武時代の2学年先輩である森慎二とは、公私ともに親交深い。

## 詳細情報

### 年度別投手成績
| 年 度      | 球 団      | 登 板 | 先 発 | 完 投 | 完 封 | 無 四 球 | 勝 利 | 敗 戦 | セ 丨 ブ | ホ 丨 ル ド | 勝 率 | 打 者 | 投 球 回 | 被 安 打 | 被 本 塁 打 | 与 四 球 | 敬 遠 | 与 死 球 | 奪 三 振 | 暴 投 | ボ 丨 ク | 失 点 | 自 責 点 | 防 御 率 | W H I P |
| ---------- | ---------- | ----- | ----- | ----- | ----- | -------- | ----- | ----- | -------- | ----------- | ----- | ----- | -------- | -------- | ----------- | -------- | ----- | -------- | -------- | ----- | -------- | ----- | -------- | -------- | ------- |
| 1998       | 西武       | 1     | 0     | 0     | 0     | 0        | 0     | 0     | 0        | --          | ----  | 9     | 1.1      | 4        | 1           | 2        | 0     | 0        | 1        | 0     | 0        | 4     | 4        | 27.00    | 4.50    |
| 1999       | 西武       | 29    | 0     | 0     | 0     | 0        | 1     | 1     | 0        | --          | .500  | 139   | 34.1     | 24       | 0           | 15       | 3     | 2        | 27       | 2     | 0        | 10    | 9        | 2.36     | 1.14    |
| 2000       | 西武       | 55    | 0     | 0     | 0     | 0        | 3     | 1     | 0        | --          | .750  | 210   | 49.2     | 44       | 4           | 19       | 3     | 0        | 30       | 1     | 1        | 18    | 16       | 2.90     | 1.27    |
| 2001       | 西武       | 39    | 0     | 0     | 0     | 0        | 0     | 1     | 0        | --          | .000  | 101   | 25.0     | 18       | 1           | 7        | 2     | 2        | 23       | 2     | 1        | 11    | 10       | 3.60     | 1.00    |
| 2002       | 西武       | 50    | 0     | 0     | 0     | 0        | 1     | 4     | 0        | --          | .200  | 179   | 43.2     | 30       | 3           | 14       | 2     | 3        | 41       | 1     | 0        | 14    | 13       | 2.68     | 1.01    |
| 2003       | 西武       | 40    | 0     | 0     | 0     | 0        | 1     | 2     | 1        | --          | .333  | 145   | 34.1     | 39       | 7           | 7        | 1     | 1        | 27       | 0     | 0        | 16    | 16       | 4.19     | 1.34    |
| 2004       | 横浜       | 18    | 13    | 0     | 0     | 0        | 5     | 5     | 0        | --          | .500  | 330   | 80.1     | 89       | 14          | 11       | 0     | 4        | 67       | 0     | 0        | 41    | 37       | 4.15     | 1.24    |
| 2005       | 横浜       | 26    | 25    | 4     | 1     | 1        | 10    | 11    | 0        | 0           | .476  | 675   | 164.2    | 160      | 30          | 30       | 1     | 7        | 106      | 4     | 0        | 80    | 70       | 3.83     | 1.15    |
| 2006       | 横浜       | 14    | 14    | 0     | 0     | 0        | 3     | 7     | 0        | 0           | .300  | 359   | 80.2     | 106      | 14          | 21       | 0     | 4        | 39       | 0     | 0        | 54    | 54       | 6.02     | 1.57    |
| 2007       | 横浜       | 18    | 17    | 0     | 0     | 0        | 7     | 8     | 0        | 0           | .467  | 398   | 92.2     | 104      | 15          | 23       | 0     | 7        | 43       | 0     | 1        | 51    | 46       | 4.47     | 1.37    |
| 2008       | 横浜       | 8     | 5     | 0     | 0     | 0        | 0     | 4     | 0        | 0           | .000  | 127   | 27.2     | 41       | 6           | 6        | 0     | 1        | 16       | 0     | 0        | 23    | 23       | 7.48     | 1.70    |
| 2009       | 西武       | 12    | 0     | 0     | 0     | 0        | 0     | 1     | 0        | 3           | .000  | 44    | 10.2     | 10       | 0           | 0        | 0     | 2        | 7        | 0     | 0        | 7     | 6        | 5.06     | 0.94    |
| 2010       | 西武       | 25    | 0     | 0     | 0     | 0        | 0     | 0     | 0        | 4           | ----  | 89    | 18.0     | 24       | 1           | 11       | 1     | 1        | 10       | 0     | 0        | 16    | 13       | 6.50     | 1.94    |
| 通算：13年 | 通算：13年 | 335   | 74    | 4     | 1     | 1        | 31    | 45    | 1        | 7           | .408  | 2805  | 663.0    | 693      | 96          | 166      | 13    | 34       | 437      | 10    | 3        | 345   | 317      | 4.30     | 1.30    |

- 各年度の太字はリーグ最高

### 記録
NPB初記録
投手記録
- 初登板：1998年5月19日、対日本ハムファイターズ6回戦（東京ドーム）、3回裏2死に2番手で救援登板、1回1/3を4失点
- 初奪三振：同上、4回裏に野口寿浩から
- 初勝利：1999年9月30日、対千葉ロッテマリーンズ27回戦（千葉マリンスタジアム）、4回裏に2番手で救援登板、3回無失点
- 初セーブ：2003年9月15日、対オリックス・ブルーウェーブ24回戦（Yahoo! BBスタジアム）、9回裏2死に4番手で救援登板・完了、1/3回を無失点
- 初先発登板：2004年7月21日、対阪神タイガース15回戦（横浜スタジアム）、5回1/3を2失点
- 初先発勝利：2004年8月6日、対ヤクルトスワローズ18回戦（平塚球場）、6回2/3を無失点
- 初完投勝利：2005年4月7日、対読売ジャイアンツ3回戦（横浜スタジアム）、9回6失点[5]
- 初完封勝利：2005年6月22日、対読売ジャイアンツ8回戦（横浜スタジアム）、9回8安打無失点[6][27]
- 初ホールド：2009年4月28日、対福岡ソフトバンクホークス4回戦（西武ドーム）、7回表に2番手で救援登板、1回無失点

打撃記録
- 初安打・初打点：2004年7月21日、対阪神タイガース15回戦（横浜スタジアム）、4回裏に金澤健人から左前適時打

NPBその他の記録
- 1球勝利投手：2004年7月7日、対読売ジャイアンツ15回戦（東京ドーム）、7回裏1死にタフィ・ローズを二塁ゴロ併殺打 ※史上18人目（セ・リーグ10人目）

### 背番号
- 35 （1998年 - 2004年途中）
- 30 （2004年途中 - 2008年）
- 38 （2009年 - 2010年）
- 19 （2012年）
- 72 （2015年 - 2018年、2025年 - )